# Пюттен
Пюттен (нід. Putten, нід. вимова: [ˈpʏtə(n)] ( прослухати)) — місто і муніципалітет у Нідерландах, у провінції Гелдерланд.
Перші задокументовані згадки про населений пункт датуються 855-им роком. Першу церкву тут було збудовано у 10-му сторіччі.

## Топографія
Нідерландська топографічна карта муніципалітету Пюттен, червень 2015 року

## Галерея

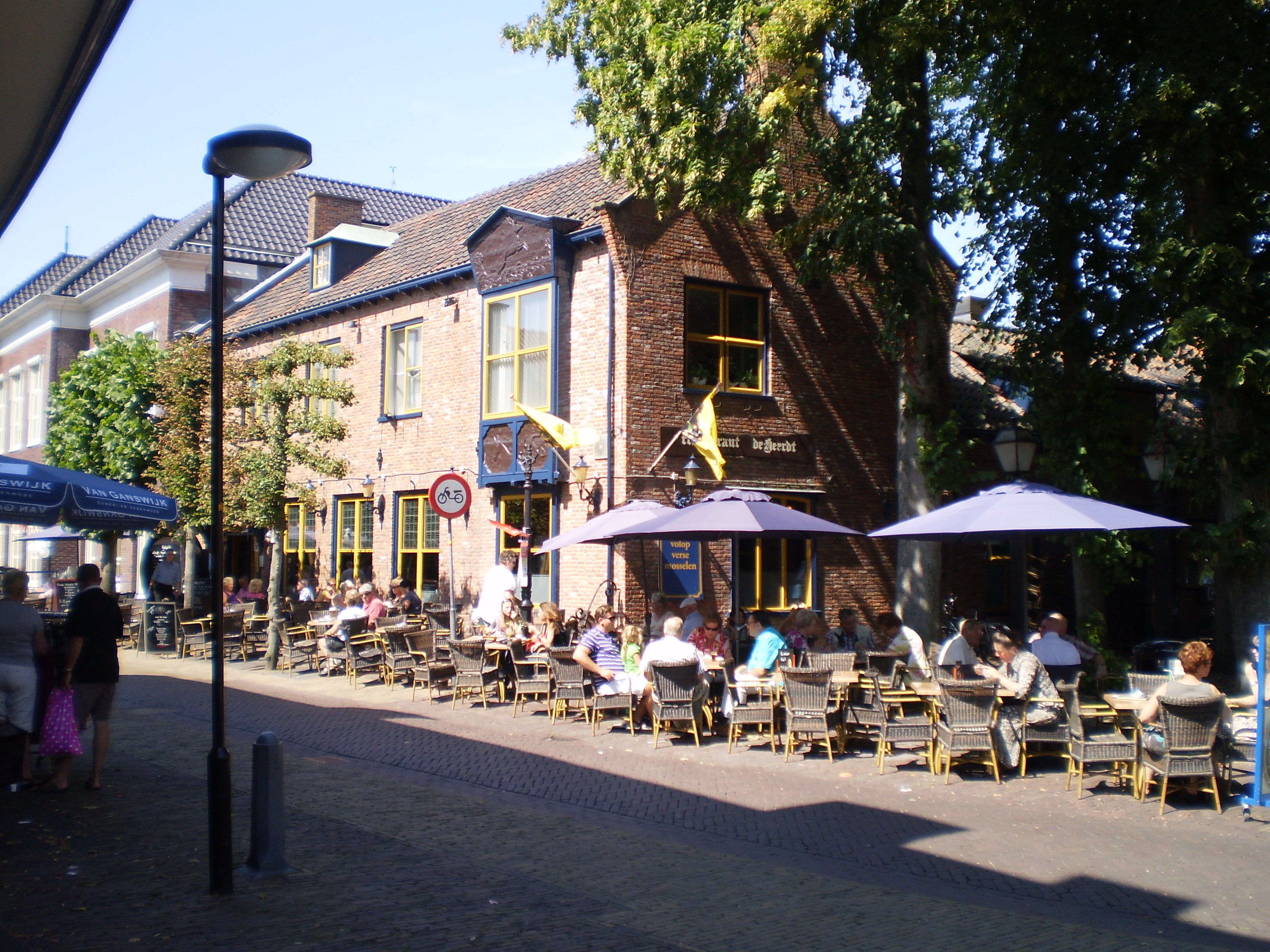
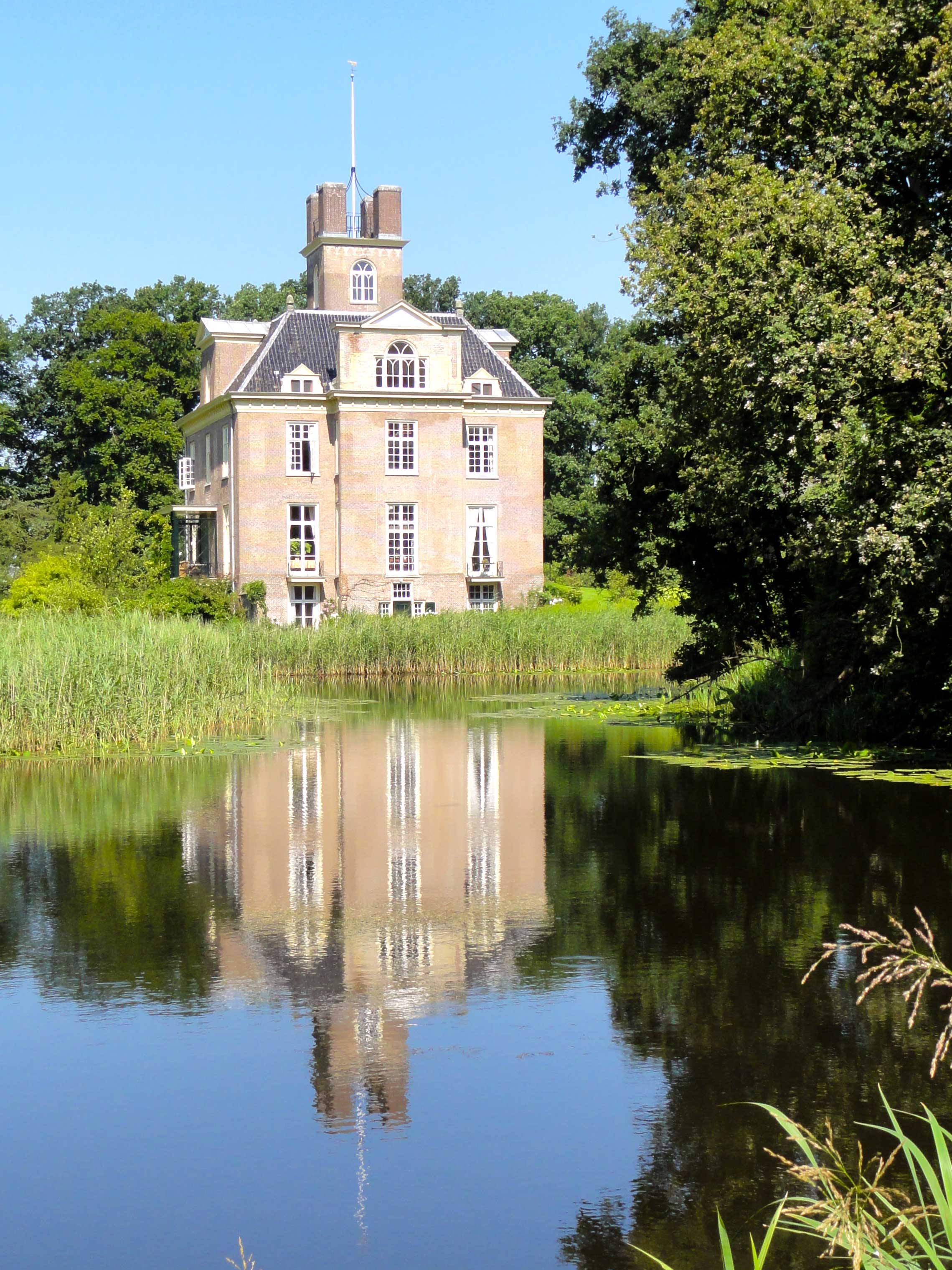
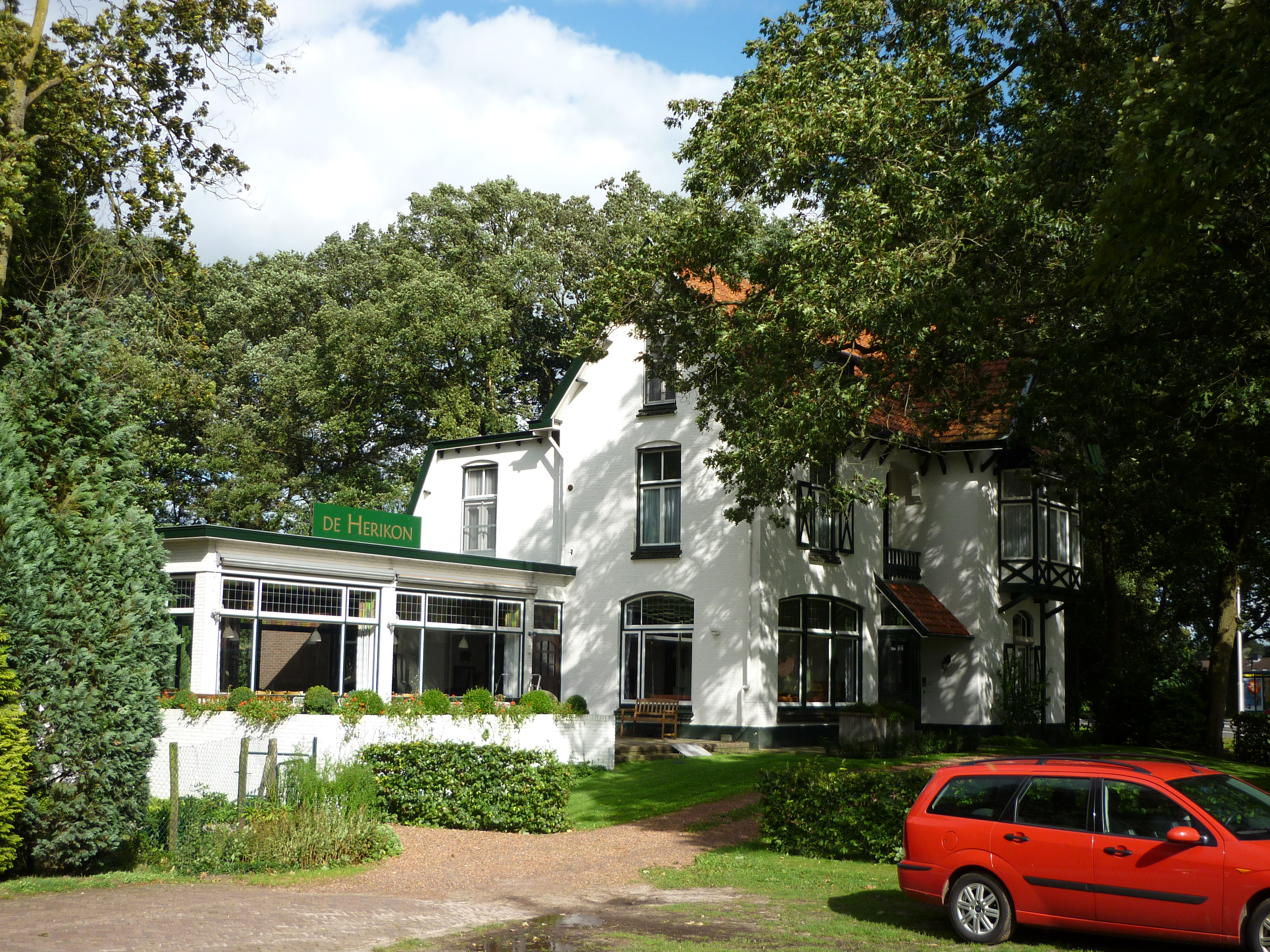
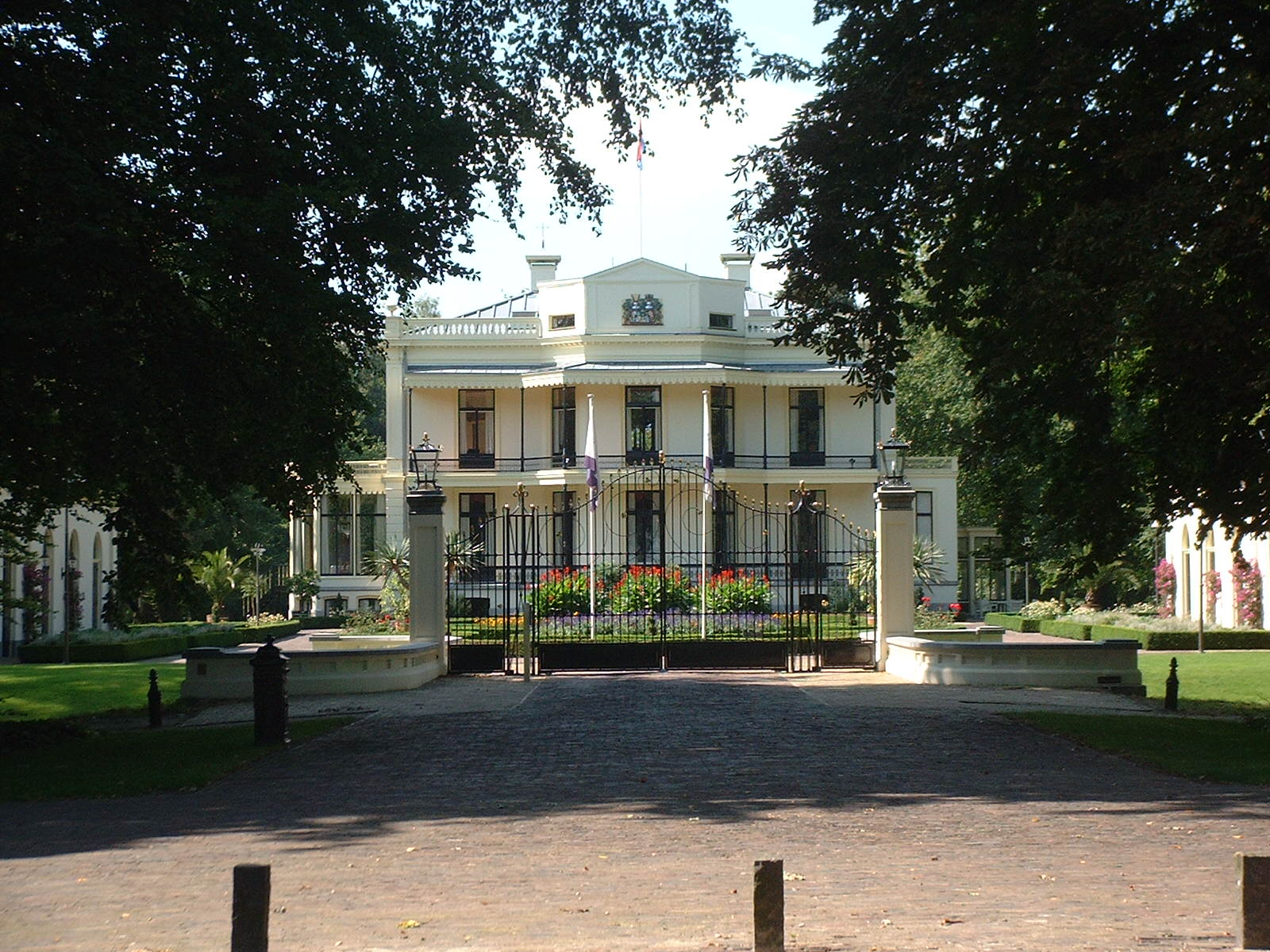